# John Bailey
John Ira Bailey (10 de agosto de 1942 – Los Angeles, 10 de novembro de 2023) foi um diretor de fotografia e diretor de cinema norte-americano conhecido por suas colaborações com os diretores Paul Schrader, Lawrence Kasdan, Michael Apted e Ken Kwapis. Em agosto de 2017, Bailey foi eleito presidente da Academia de Artes e Ciências Cinematográficas. Ele foi sucedido pelo diretor de elenco David Rubin em agosto de 2019.

## Filmografia

### Como diretor de fotografia
| Ano  | Título                                 | Dir.                              |
| ---- | -------------------------------------- | --------------------------------- |
| 1971 | Mad Dogs & Englishmen                  | Pierre Aidige                     |
| 1972 | Premonition                            | Alan Rudolph                      |
| 1978 | Boulevard Nights                       | Michael Pressman                  |
| 1979 | American Gigolo                        | Paul Schrader                     |
| 1979 | Winter Kills                           | William Richert                   |
| 1980 | Ordinary People                        | Robert Redford                    |
| 1980 | City in Fear                           | Jud Taylor                        |
| 1981 | Continental Divide                     | Michael Apted                     |
| 1981 | Honky Tonk Freeway                     | John Schlesinger                  |
| 1982 | Cat People                             | Paul Schrader                     |
| 1982 | That Championship Season               | Jason Miller                      |
| 1983 | Without a Trace                        | Stanley R. Jaffe                  |
| 1983 | The Big Chill                          | Lawrence Kasdan                   |
| 1984 | Racing with the Moon                   | Richard Benjamin                  |
| 1984 | The Pope of Greenwich Village          | Stuart Rosenberg                  |
| 1985 | Mishima: A Life in Four Chapters       | Paul Schrader                     |
| 1985 | Silverado                              | Lawrence Kasdan                   |
| 1986 | Brighton Beach Memoirs                 | Gene Saks                         |
| 1986 | Crossroads                             | Walter Hill                       |
| 1987 | Swimming to Cambodia                   | Jonathan Demme                    |
| 1987 | Light of Day                           | Paul Schrader                     |
| 1987 | Tough Guys Don't Dance                 | Norman Mailer                     |
| 1988 | Vibes                                  | Ken Kwapis                        |
| 1988 | The Accidental Tourist                 | Lawrence Kasdan                   |
| 1990 | My Blue Heaven                         | Herbert Ross                      |
| 1991 | A Brief History of Time                | Errol Morris                      |
| 1993 | Groundhog Day                          | Harold Ramis                      |
| 1993 | In the Line of Fire                    | Wolfgang Petersen                 |
| 1994 | Nobody's Fool                          | Robert Benton                     |
| 1996 | Passion                                | James Lapine                      |
| 1996 | Extreme Measures                       | Michael Apted                     |
| 1997 | As Good as It Gets                     | James L. Brooks                   |
| 1998 | Always Outnumbered                     | Michael Apted                     |
| 1998 | Living Out Loud                        | Richard LaGravenese               |
| 1999 | The Out-of-Towners                     | Sam Weisman                       |
| 1999 | Forever Mine                           | Paul Schrader                     |
| 1999 | For Love of the Game                   | Sam Raimi                         |
| 2000 | Michael Jordan to the Max              | Don Kempf James D. Stern          |
| 2001 | Antitrust                              | Peter Howitt                      |
| 2001 | The Anniversary Party                  | Jennifer Jason Leigh Alan Cumming |
| 2002 | The Kid Stays in the Picture           | Nanette Burstein Brett Morgen     |
| 2002 | Divine Secrets of the Ya-Ya Sisterhood | Callie Khouri                     |
| 2003 | How to Lose a Guy in 10 Days           | Donald Petrie                     |
| 2004 | Incident at Loch Ness                  | Zak Penn                          |
| 2005 | The Sisterhood of the Traveling Pants  | Ken Kwapis                        |
| 2005 | Must Love Dogs                         | Gary David Goldberg               |
| 2005 | The Producers                          | Susan Stroman                     |
| 2006 | The Architect                          | Matthew Tauber                    |
| 2007 | The Death and Life of Bobby Z          | John Herzfeld                     |
| 2007 | License to Wed                         | Ken Kwapis                        |
| 2008 | Mad Money                              | Callie Khouri                     |
| 2008 | Over Her Dead Body                     | Jeff Lowell                       |
| 2009 | The Greatest                           | Shana Feste                       |
| 2009 | Brief Interviews with Hideous Men      | John Krasinski                    |
| 2009 | He's Just Not That into You            | Ken Kwapis                        |
| 2010 | When in Rome                           | Mark Steven Johnson               |
| 2010 | Ramona and Beezus                      | Elizabeth Allan                   |
| 2010 | Country Strong                         | Shana Feste                       |
| 2012 | Big Miracle                            | Ken Kwapis                        |
| 2013 | The Way, Way Back                      | Nat Faxon Jim Rash                |
| 2013 | A.C.O.D.                               | Stu Zicherman                     |
| 2013 | Snake and Mongoose                     | Wayne Holloway                    |
| 2014 | The Angriest Man in Brooklyn           | Phil Alden Robinson               |
| 2014 | The Forger                             | Philip Martin                     |
| 2015 | A Walk in the Woods                    | Ken Kwapis                        |
| 2016 | Burn Your Maps                         | Jordan Roberts                    |
| 2017 | How to Be a Latin Lover                | Ken Marino                        |
| 2018 | An Actor Prepares                      | Steve Clark                       |
| 2019 | Phil                                   | Greg Kinnear                      |
| 2022 | 10 Tricks                              | Richard Pagano                    |

Filmes para TV
| Ano  | Título                       | Diretor            |
| ---- | ---------------------------- | ------------------ |
| 1978 | Battered                     | Peter Werner       |
| 1980 | City in Fear                 | Jud Taylor         |
| 1989 | Time Flies When You're Alive | Roger Spottiswoode |
| 1996 | Passion                      | James Lapine       |
| 1998 | Always Outnumbered           | Michael Apted      |

Documentários
| Ano  | Título                    | Diretor                  | Noas               |
| ---- | ------------------------- | ------------------------ | ------------------ |
| 1987 | Swimming to Cambodia      | Jonathan Demme           | Filme-concerto     |
| 1991 | A Brief History of Time   | Errol Morris             | Com Stefan Czapsky |
| 2000 | Michael Jordan to the Max | Don Kempf James D. Stern |                    |